# 伊藤公介
伊藤 公介（いとう こうすけ、1941年〈昭和16年〉10月23日 - ）は、日本の政治家。
衆議院議員（9期）、国土庁長官（第29代）、衆議院国家基本政策委員長、外務委員長、法務委員長、文教委員長等を歴任した。三男は立憲民主党所属の衆議院議員である伊藤俊輔。

## 来歴
長野県上伊那郡高遠町（現伊那市）生まれ。長野県伊那北高等学校、1964年法政大学法学部卒業。在学中は法政大学弁論部に所属した。オハイオ州立大学への語学留学を経て、神田外語学院講師を務める。その後、伊那毎日新聞創業者で自由民主党衆議院議員の向山一人の伝手で1969年、向山が経営する興亜電工に入社し、向山の個人秘書を務める。
1972年12月、第33回衆議院議員総選挙に旧東京7区から無所属で立候補したが、立候補者9人中得票数8位で落選。1976年、第34回衆議院議員総選挙では、新自由クラブブームに乗って新設の旧東京11区から同党公認で立候補し初当選した。その後、新自由クラブの外交委員長や政策委員長、自治政務次官等を歴任したが、1979年の第35回衆議院議員総選挙及び1986年の第38回衆議院議員総選挙では落選した。1986年、新自由クラブ解党に伴い自民党に入党し、清和政策研究会に所属した。
1990年2月の第39回衆議院議員総選挙で当選。
1996年、第2次橋本内閣で国土庁長官に任じられ、初入閣。小選挙区比例代表並立制導入後は東京23区から立候補し、連続4選。
2009年の第45回衆議院議員総選挙では自民党公認・公明党推薦で東京23区から立候補するも、民主党公認の新人で元ピースボート事務局長の櫛渕万里に敗れ、比例復活もならず落選。
次期総選挙にも東京23区から立候補する構えを見せていたが、自民党東京都連は同選挙区で候補者の公募を行い、支部長として小倉將信が選出された。そのため、次期総選挙には無所属として立候補する意向を表明していたが、三男である俊輔が日本維新の会公認で東京23区からの立候補を表明。俊輔を支援するため、自身の立候補を見送った。公介自身も維新の会に参加し、同党東京都総支部の党紀委員長を務めた。2012年の第46回衆議院議員総選挙では俊輔は得票数3位で落選した。その後、俊輔は2014年の第47回衆議院議員総選挙でも落選したが、2017年の第48回衆議院議員総選挙で希望の党公認で立候補し、比例復活で初当選を果たした。
2018年春の叙勲で旭日大綬章を受章。

## 人物
- 実兄は元武蔵工業大学教授の伊藤泰郎。
- 伊藤の秘書経験者には小川友一（元衆議院議員・日野市議会議員）、鈴木邦彦（元多摩市長）、柴野たいぞう（元衆議院議員）らがいる。
- 永住外国人への地方選挙権付与に賛意を表明している[8]。

### これまでの役職
内閣
- 国土庁長官
- 自治政務次官
- 国土政務次官

衆議院
- 外務委員長
- 文教委員長
- 法務委員長
- 予算委員会理事
- 国家基本政策委員長

党職
- 都市問題対策協議会会長
- 財務委員長
- 政治制度改革本部本部長代理　等

## 不祥事
- 2005年11月、構造計算書偽造問題が指摘されたヒューザー、東日本住宅両株式会社の社長を国土交通省建設指導課長に3度も引き合わせ、国土交通省に対し公的資金の投入を陳情させていた疑惑が浮上し、伊藤の参考人招致や証人喚問を要求する声が多方面から上がったが、伊藤は政倫審にのみ応じた。なお伊藤は、過去にロッキード事件の証人喚問について「政治家が証人喚問を要求されたら堂々と身の潔白を明らかにするべきで、そのくらいのことができないなら議員を辞職するべき」[10]と述べている。伊藤がヒューザー、東日本住宅に加え、構造計算書偽造問題に関係する日神不動産、山田建設、武蔵野産業等の住宅関連企業から合計1000万円を超える献金を受けていた事実が、しんぶん赤旗により報道された[11]。なおヒューザーの小嶋進、東日本住宅の桃野直樹両社長（いずれも当時）は、伊藤の政治資金パーティーの発起人に名を連ねていたこともある[12]。2006年2月、衆議院政治倫理審査会に出席し、構造計算書偽造問題について審査を受け、不問に付された。
- 2005年12月22日、伊藤の資金管理団体などが、1990年から2002年までに東京都内の政治団体から受け取った政治献金計5,964万円を政治資金収支報告書に記載していなかったことが判明した[13]。2006年3月10日、伊藤の政治団体の元幹部が伊藤を政治資金規正法違反容疑で東京地検に告発したが、同地検は2007年1月15日「収支報告書の記載に関与したと認める証拠がない」との理由で不起訴処分とした。
- 2006年3月16日、伊藤の資金管理団体が東京都新宿区の不動産会社に売ったパーティー券の収入100万円を政治資金収支報告書に記載していなかったことが判明した[14]。
- 2006年3月の町田市長選挙で、伊藤は元横浜市港北区長の石阪丈一を支援し、石阪は町田市長に当選した。しかし当選後、政治資金パーティーによる政治資金規正法違反（公務員の地位利用）が発覚し、石阪は罰金30万円の略式命令を受けた。ただし、伊藤自身は同年に発覚した構造計算書偽造問題への関与が取り沙汰されていたため、あまり積極的に選挙戦には関与せず、伊藤の後援会が主に石阪の支援を行っていた[15]。

## 所属していた団体・議員連盟
- 日韓議員連盟
- 北京オリンピックを支援する議員の会
- 外国人材交流推進議員連盟
- 自民党遊技業振興議員連盟
- 例外的に夫婦の別姓を実現させる会

## 著書
- 『63か国1000日の記録 時代を開く青年の力』しなの出版　1969年
- 『駅頭からの挑戦』
- 『なんてったって小泉純一郎 - 変（革の）人 生みの親は国民だ』 あ・うん　2001年　ISBN 4901318055
- 『環境と技術で拓く日本の未来』（実兄の伊藤泰郎と共著） 丸善プラネット 2006年 ISBN 4901689592